# Angraecum patens
Angraecum patens är en orkidéart som beskrevs av Charles Frappier och Eugène Jacob de Cordemoy. Angraecum patens ingår i släktet Angraecum och familjen orkidéer. Inga underarter finns listade i Catalogue of Life.